# Роксолана (телесериал)
«Роксолана» — украинский костюмно-исторический телесериал о жизни Хюррем Хасеки-султан, известной в Европе как Роксолана. Экранизация романа Осипа Назарука. 1-2 сезоны были сняты в 1997 (12 и 14 серий), третий —  в 2003 (24 серии). По словам исполнительницы главной роли Ольги Сумской, 3 сезон сериала снимался на русском языке и уже потом переозвучивался на украинский.

## Сюжет
Действие начинается в городе Рогатин, куда к своей невесте Насте Лисовской из города Львова приехал её жених Степан. Они готовятся справить свадьбу, но уже на утро отряд крымских татар врывается в городок. Часть горожан убита, кто помоложе —  пленён и продан в рабство. Степану удаётся бежать. Попытка спасти Анастасию оказалась безуспешной.
Настуня прошла огромный путь от знаменитой школы невольниц Сафара до покоев Сулеймана Великого, падишаха Османской империи. Между ними загорается  искра настоящей любви, зажегшая вражду в главном дворце империи Топкапы. В эту вражду вовлечены Валиде —  мать падишаха, его первая жена Махидевран, советники двора. Теперь в Топкапы Роксолану называют не иначе, как Роксолана-христианка. Во имя своей любви Роксолана решается принять ислам, всё готовится к свадебным торжествам.

## Роли
- Ольга Сумская — Роксолана (дублировала Ольга Сирина)
- Анатолий Хостикоев — султан Сулейман I (дублировал Владимир Антоник)
- Наталья Гончарова —  Махидевран
- Татьяна Назарова — Валиде Айше Хафса Султан (дублировала Ирина Савина)
- Константин Степанков — султан Селим I, отец Сулеймана (дублировал Всеволод Абдулов)
- Лесь Сердюк — Касим-паша (дублировал Андрей Мартынов)
- Рафаэль Котанджян — Ибрагим-паша (дублировал Алексей Золотницкий)
- Раиса Недашковская — Лисовская, мать Насти (дублировала Ирина Савина)
- Назар Стригун — Степан (дублировал Владимир Антоник)
- Петр Бенюк — Кизляр-ага (дублировал Всеволод Абдулов)
- Виктор Демерташ — Ибрагим
- Наталия Сумская — цыганка
- Владимир Голосняк — принц Мустафа